# Убить Боба
«Убить Боба» (англ. Killer Bean Forever, 2009) — американский полнометражный анимационный фильм режиссёра Джеффа Лью.
Фильму предшествовали два короткометражных мультфильма — The Killer Bean: The Interrogation (1996) и Killer Bean 2: The Party (2000).

Фильм имеет официальное продолжение в виде игры на платформе Steam, разработка которой началась в период с 2021 по 2022 год и идёт до сих пор.

## Сюжет
Киллер Боб — самый безжалостный, отчаянный и ослепительный наёмный убийца из всех, когда-либо живших в Бобтауне! С невероятным вооружённым артистизмом и ошеломляющим военным мастерством Киллер Боб атакует убежище бандитов. Главарь банды, Каппучино, испуганный нападением на своё прибежище, жаждет возмездия.
Детектив Кромвелл, уставший от Каппучино, стоит перед тяжелым выбором — задержать Киллер Боба или одобрить его незаконную деятельность. Киллер Бобу не нужны друзья, а вскоре он понимает, что их у него и нет, когда узнаёт, что агентство, на которое он работает, заказало его убийство.

## Роли озвучивали
- Вегас Е. Трип — Киллер Боб
- Брайан Сешн — Детектив Кромвелл
- Мэттью Тайлер — Капучино
- Дэвид Гилметт — «Голос»
- Станислав Тикунов — Русский дубляж

## Релиз
Премьерный показ фильма состоялся — 24 июня 2009 года.
Релиз на DVD — 13 августа 2009, «Columbia/Sony»